# Ok-okozati mesterséges intelligencia
Az ok-okozati mesterséges intelligencia (kauzális mesterséges intelligencia) egy mesterséges intelligencia rendszer, amely képes megmagyarázni az okot és a következményt. A kauzális mesterséges intelligencia technológiát az intézmények a döntéshozatal és a döntés okainak magyarázatára használják.
Az ok-okozati mesterséges intelligencia alapú rendszerek egy viselkedés vagy esemény ok-okozati összefüggéseinek alapjául szolgáló háló azonosításával olyan betekintést nyújtanak, amelybe pusztán a prediktív mesterséges intelligencia modellek nem tudnak kinyerni a korábbi adatokból. Az ok-okozati összefüggés elemzése felhasználható az emberi döntések kiegészítésére olyan helyzetekben, amikor szükség van egy eredmény mögött meghúzódó okok megértésére, például a különböző beavatkozások, szakpolitikai döntések hatásának számszerűsítésére vagy tevékenység-forgatókönyv tervezésekor.
A kauzális mesterséges intelligencia fogalmát és a gépi tanulás korlátait Judea Pearl, a Turing-díjas informatikus és filozófus vetette fel a The Book of Why: The New Science of Cause and Effect című könyvében. Pearl kijelentette: „A gépek nem ismerik az ok-okozati összefüggéseket, talán ez a legnagyobb akadálya annak, hogy emberi szintű intelligenciával rendelkezzenek.”
A Gartner technológiai kutató és tanácsadó cég 2022-ben első ízben vette fel az ok-okozati MI-t a Gartner hype ciklus jelentésébe, a gyorsított mesterségesintelligencia-automatizálás öt kritikus technológiájának egyikeként említve azt.

## Fordítás
Ez a szócikk részben vagy egészben  a   Causal AI című angol Wikipédia-szócikk ezen változatának fordításán alapul.  Az eredeti cikk szerkesztőit annak laptörténete sorolja fel. Ez a jelzés csupán a megfogalmazás eredetét és a szerzői jogokat jelzi, nem szolgál a cikkben szereplő információk forrásmegjelöléseként.